# Marcos Senna
Marcos Antônio Senna da Silva (São Paulo, 17. srpnja 1976.) španjolski je umirovljeni nogometaš, rodom iz Brazila. Igra na poziciji veznjaka i poznat je po svojim udarcima iz daljine, dugačkim dodavanjima te je specijalist za jedanaesterce. Od 2006. do 2010. godine je nastupao za španjolsku reprezentaciju i osvojio naslov europskog prvaka 2008. godine. 

## Klupska karijera
Senna je započeo svoju karijeru u 1997. u brazilskom nogometnom klubu Rio Branco. Nakon Rio Branco Senna je još igrao za América-SP, Corinthians, Juventude i São Caetano. U 2002. Senna otišao u španjolski nogometni klub Villarreal. U sezoni 2005. – 2006. Senna je nakon ispadanja iz Lige prvake postao kapetan Villarreala.

### Statistike
| sezona    | klub          | država | natjecanje                    | utak. | gol. |
| --------- | ------------- | ------ | ----------------------------- | ----- | ---- |
| 1997./98. | Rio Brance    | 0      | Campeonato Brasileiro Série A | 0     | 0    |
| 1998./99. | América-SP    | 0      | Campeonato Brasileiro Série A | 0     | 0    |
| 1999./00. | Corinthians   | 0      | Campeonato Brasileiro Série A | 16    | 0    |
| 2000./01. | Juventude     | 0      | Campeonato Brasileiro Série A | 12    | 1    |
| 2001./02. | São Caetano   | 0      | Campeonato Brasileiro Série A | 14    | 1    |
| 2002./03. | Villarreal CF | 0      | La Liga                       | 16    | 2    |
| 2003./04. | Villarreal CF | 0      | La Liga                       | 9     | 0    |
| 2004./05. | Villarreal CF | 0      | La Liga                       | 37    | 2    |
| 2005./06. | Villarreal CF | 0      | La Liga                       | 43    | 4    |
| 2006./07. | Villarreal CF | 0      | La Liga                       | 36    | 0    |
| 2007./08. | Villarreal CF | 0      | La Liga                       | 43    | 6    |
| 2008./09. | Villarreal CF | 0      | La Liga                       | 35    | 4    |
| 2009./10. | Villarreal CF | 0      | La Liga                       | 40    | 4    |
| 2010./11. | Villarreal CF | 0      | La Liga                       | 27    | 1    |
| 2011./12. | Villarreal CF | 0      | La Liga                       | 38    | 5    |
| 2012./13. | Villarreal CF | 0      | Segunda División              | 20    | 5    |

## Reprezentativna karijera
Senna je debitirao za španjolsku nogometnu reprezentaciju u prijateljsku utakmicu protiv Obale Bjelokosti. Senna je na 10. rujna 2008. postigao svoj prvi pogodak za Španjolsku u kvalifikacijama za Svjetsko prvenstvo 2010. protiv Armenije (rezultat 4:0).
Senna je nastupao sa Španjolskom na Svjetsko prvenstvo 2006. i Euro 2008. Zbog psihičkih problema, Senna nije nastupio na Svjetsko prvenstvo 2010. Poslije Svjetskog prvenstva u Južnoj Africi, Senna je odlučio da više neće igrati za španjolsku nogometnu reprezentaciju.  

### Reprezentativni golovi
| #  | Datum           | Mjesto                                        | Protivnik | Ishod | Rezultat | Natjecanje                               |
| -- | --------------- | --------------------------------------------- | --------- | ----- | -------- | ---------------------------------------- |
| 1. | 10. rujna 2008. | Estadio Carlos Belmonte, Albacete, Španjolska | Armenija  | 4:0   | pobjeda  | Svjetsko prvenstvo 2010. - Kvalifikacije |

## Nagrade

#### Klub
Corinthians
- FIFA Svjetsko klupsko prvenstvo (1): 2000.

#### Međunarodno
Španjolska
- EURO 2008 (1): 2008.

#### Osobna priznanja
- Don Balón nagrada (1): 2008.

## Privatni život
Marcos Assunção, rođak Sennin, je također nogometaš, kao i njegov mlađi brat, Márcio.

## Vanjske poveznice
- CBF data[neaktivna poveznica] (port.)
- BDFutbol profil
- Reprezentacija profil  Arhivirana inačica izvorne stranice od 30. lipnja 2010. (Wayback Machine) (šp.)